# Lievebrug
De Lievebrug is een stenen brug over de Lieve in Gent.
De brug wordt een eerste maal in geschreven bronnen vermeld in 1326.
Er zijn vermeldingen naar de "Vander Liefbrucge", "Lievebrucghe", "Betsgraven brugge" en "Vander Liefbrugghen bi Lijsbetten sGraven". De brug wordt vernoemelijk genoemd naar Elisabeth de Grave, een toenmalige bewoonster van een hoekhuis vlak bij deze brug.
Op de Lieve was havenactiviteit van de 16e tot de 18e eeuw, maar vervolgens ging deze bedrijvigheid over naar de Coupure.
Een 16e-eeuwse stenen brug op de locatie was in steen en "hoog en moeyelyk om over te ryden zynde". In 1828 werd een houten draaibrug geplaatst, in 1858 een metalen draaibrug. De huidige betonnen brug werd in 1952 afgewerkt in Doornikse steen met een leuning in metaal.